# Wspólnota administracyjna Unstrut-Hainich
Wspólnota administracyjna Unstrut-Hainich (niem. Verwaltungsgemeinschaft Unstrut-Hainich) – dawna wspólnota administracyjna w Niemczech, w kraju związkowym Turyngia, w powiecie Unstrut-Hainich. Siedziba wspólnoty znajdowała się w miejscowości Großengottern. Powstała 20 sierpnia 1993.
Wspólnota administracyjna zrzeszała siedem gmin wiejskich (Gemeinde):
1. Altengottern
2. Flarchheim
3. Großengottern
4. Heroldishausen
5. Mülverstedt
6. Schönstedt
7. Weberstedt

1 stycznia 2019 wspólnota została rozwiązana. Gminy Altengottern, Flarchheim, Großengottern, Heroldishausen, Mülverstedt oraz Weberstedt utworzyły nowa gminę (Landgemeinde) Unstrut-Hainich, która jednocześnie pełni funkcję "gminy realizującej" (niem. "erfüllende Gemeinde") dla gminy Schönstedt.